# Tavia plicata
Tavia plicata är en fjärilsart som beskrevs av George Francis Hampson 1910. Tavia plicata ingår i släktet Tavia och familjen nattflyn. Inga underarter finns listade i Catalogue of Life.